# NGC 2255
NGC 2255 (również PGC 19260) – galaktyka spiralna z poprzeczką (SBc), znajdująca się w gwiazdozbiorze Gołębia. Odkrył ją John Herschel 2 lutego 1835 roku.
W galaktyce tej zaobserwowano supernową SN 2014cc.